# Laranjeiras (Sergipe)
Laranjeiras è un comune del Brasile nello Stato del Sergipe, parte della mesoregione del Leste Sergipano e della microregione del Baixo Cotinguiba.